# Bušince
Bušince este o comună slovacă, aflată în districtul Veľký Krtíš din regiunea Banská Bystrica. Localitatea se află la altitudinea de 162 m deasupra n.m., se întinde pe o suprafață de 12,5 km2 și în 2017 număra 1.425 de locuitori.

## Istoric
Localitatea Bušince este atestată documentar din 1248.

## Demografie
| An:                | 1994 | 2004   | 2014   | 2024   |
| ------------------ | ---- | ------ | ------ | ------ |
| Număr de persoane: | 1314 | 1416   | 1468   | 1365   |
| Diferență:         |      | +7,76% | +3,67% | −7,01% |

| An:                | 2023 | 2024   |
| ------------------ | ---- | ------ |
| Număr de persoane: | 1370 | 1365   |
| Diferență:         |      | −0,36% |